# 蒙大拿州立大學
45°40′06″N 111°03′00″W / 45.66833°N 111.05000°W
蒙大拿州立大學（英語：Montana State University，簡稱MSU）是一所位於美國蒙大拿州波兹曼市的公立大學。該校於1893年創立，當今是蒙大拿州最具規模的大學之一。

## 校園環境
蒙大拿州立大學校園佔地4.73 km2，擁有45棟建築物以及一座有1.7萬席的體育館。蒙大拿州立大學離黃石國家公園約145公里遠。

## 著名校友
- 莫里斯·希勒曼，美国著名疫苗学家，一生发明了超过40种疫苗，是历史上最具影响力的疫苗学家之一。
- 尹士豪，前中原大學校長
- 鄧治東，機械工程學家

## 著名講師
- 羅伯特·梅納德·波西格，作家
- 比爾·普爾曼，演員

## 排名
美國《美國新聞與世界報導》2012年全國性大學排名美國第189名。西班牙《世界大學網路排名》2013年排名美國第93名、世界第247名。中國《世界大學學術排名》2012年排名世界第401–500名。